# ボウト・ベグホルスト
- ヴァウト・ヴェフホースト
- ヴァウト・ヴェグホルスト
- ワウト・ヴェフホースト
- ワウト・ヴェグホルスト
- ヴァウト・ヴェホースト
- ヴァウト・べホースト
- ヴァウト・ヴェフホルスト
- ボウト・ベグホルスト
- ボウト・ベフホルスト

ボウト・ベグホルスト（Wout Weghorst、1992年8月7日 - ）は、オランダ・ボルネ出身のサッカー選手。オランダ代表。エールディヴィジ・アヤックス・アムステルダム所属。ポジションはFW。本来の発音はヴァウト・ヴェホルストが近い。オランダ語の'g'の発音は難しいため、カナ読みした時の処理は「フ」で読むこともあるが統一されていない。ユーロ 2024の実況で福田浩大はBergwijnを「ベルフワイン」と読みながら、Weghorstは「ヴェホースト」と発音した。

## クラブ経歴
2つのサッカークラブを経て、ヴィレムIIに加入した。しかし、そこではトップチームに昇格できずにいたので、2012年、FCエメンへと移籍した。2年目の2013-14シーズンには2部のエールステ・ディヴィジで12得点を挙げ、
2014-15シーズンは、エメンとの契約満了により1部のエールディヴィジに在籍していたヘラクレス・アルメロへと自由移籍をした。1年目からスタメンに定着し、2シーズン合計20得点を記録した。
2016年6月、AZアルクマールと4年契約を結んだ。2017-18シーズンは副主将に選ばれ、開幕13試合で7ゴールを挙げる好調ぶりを見せる。最終的に18ゴールを挙げる活躍を見せ、国外のクラブから注目を集めた。
2018年6月26日、ブンデスリーガのVfLヴォルフスブルクに4年契約で移籍した。2018-19シーズンすぐにポジションを確保し、リーグ戦17ゴールを挙げると、2019-20シーズンもリーグ戦16ゴール、2020-21シーズン、はこれまでのキャリアで最多の20ゴール9アシストを決めた。
2022年1月31日、プレミアリーグのバーンリーFCに3年半契約で移籍した。2月19日の第26節・ブライトン戦でプレミアリーグ初ゴールをゴールをマークした。また、バーンリーFCがチャンピオンシップに降格した際、「2部ではプレーしない」という意味合いの発言をし、バーンリーサポーターの反感を買った。
2022年7月5日、スュペル・リグのベシクタシュJKに2022-23シーズン終了までのローンで加入。
2023年1月13日、マンチェスター・ユナイテッドFCへのローン移籍が発表された。背番号は27番。約1年ぶりにプレミアリーグに復帰することとなった。1月19日に行われた、クリスタルパレス戦でデビュー。半年で2ゴール3アシストにとどまるも、得点以外の面で大きく貢献した。
2023年8月9日、TSG1899ホッフェンハイムへのローン移籍が発表された。公式戦30試合に出場し、7ゴール4アシストを記録した。
2024‐25シーズンは、所属元のバーンリーに復帰し、リーグ戦2試合に出場していたが、8月29日にアヤックス・アムステルダムへ完全移籍することが発表された。

## 代表経歴
2018年3月23日、イングランドとの親善試合でA代表デビューを果たす、2021年6月6日、ジョージアとの親善試合で代表初ゴールを挙げた。
2021年、UEFA EURO 2020、グループリーグ初戦のウクライナ戦でオランダの2点目を決めて勝利に貢献した。
2022年10月21日、カタールW杯に向けた予備登録メンバーの1人に選ばれた。準々決勝では交代出場前にイエローカードを貰うが、交代出場後の78分、90+11分に2得点を決めて一時は90分での敗北を免れる活躍を見せた。しかし、その後は延長戦でも決着は着かずPK戦に突入し、ベグホルストは4人目のキッカーとしてPKを成功させるも、最後はアルゼンチンの5人目ラウタロ・マルティネスに決められベスト8敗退が決まった。
2024年5月29日、UEFA EURO 2024のメンバーに選出された。初戦のポーランド戦では途中出場からゴールを上げ、チームの逆転勝利に貢献した。

## 代表歴

### 出場大会
- オランダ代表
  - 2022 FIFAワールドカップ

### 試合数
2024年6月16日現在
- 国際Aマッチ 34試合12得点（2018年 - ）[14]

| オランダ代表 | 国際Aマッチ | 国際Aマッチ |
| 年           | 出場        | 得点        |
| ------------ | ----------- | ----------- |
| 2018         | 3           | 0           |
| 2019         | 1           | 0           |
| 2021         | 8           | 2           |
| 2022         | 7           | 3           |
| 2023         | 10          | 3           |
| 2024         | 5           | 4           |
| 通算         | 34          | 12          |

### 得点
| #  | 開催日         | 開催地                                               | 対戦国         | スコア | 結果 | 大会                          |
| -- | -------------- | ---------------------------------------------------- | -------------- | ------ | ---- | ----------------------------- |
| 1  | 2021年6月6日   | エンスヘーデ、デ・フロルーシュ・フェステ             | ジョージア     | 2-0    | 3-0  | 親善試合                      |
| 2  | 2021年6月13日  | アムステルダム、ヨハン・クライフ・アレナ             | ウクライナ     | 2-0    | 3-2  | UEFA EURO 2020                |
| 3  | 2022年6月8日   | カーディフ、カーディフ・シティ・スタジアム           | ウェールズ     | 2-1    | 2-1  | UEFAネーションズリーグ2022-23 |
| 4  | 2022年12月9日  | アッ＝ザアーイン、ルサイル・アイコニック・スタジアム | アルゼンチン   | 1-2    | 2-2  | 2022 FIFAワールドカップ       |
| 5  | 2022年12月9日  | アッ＝ザアーイン、ルサイル・アイコニック・スタジアム | アルゼンチン   | 2-2    | 2-2  |                               |
| 6  | 2023年9月7日   | アイントホーフェン、フィリップス・スタディオン       | ギリシャ       | 3-0    | 3-0  | UEFA EURO 2024予選            |
| 7  | 2023年9月10日  | ダブリン、アビバ・スタジアム                         | アイルランド   | 2-1    | 2-1  | UEFA EURO 2024予選            |
| 8  | 2023年11月18日 | アムステルダム、ヨハン・クライフ・アレナ             | アイルランド   | 1-0    | 1-0  | UEFA EURO 2024予選            |
| 9  | 2024年3月22日  | アムステルダム、ヨハン・クライフ・アレナ             | スコットランド | 3-0    | 4-0  | UEFA EURO 2024予選            |
| 10 | 2024年6月6日   | ロッテルダム、フェイエノールト・スタディオン         | カナダ         | 3-0    | 4-0  | 親善試合                      |
| 11 | 2024年6月10日  | ロッテルダム、フェイエノールト・スタディオン         | アイスランド   | 4-0    | 4-0  | 親善試合                      |
| 12 | 2024年6月16日  | ハンブルク、フォルクスパルクシュタディオン           | ポーランド     | 2-1    | 2-1  | UEFA EURO 2024                |